# 水上村 (福岡県)
水上村（みずかみむら）は、福岡県山門郡にあった村。現在のみやま市の一部。

## 地理
清水連山の北端から矢部川中・下流左岸沿いの平地に位置した。

## 歴史
- 1889年（明治22年）4月1日 - 町村制の施行により、山門郡長田村、坂田村、小田村、広瀬村が合併して村制施行し、水上村が発足[1][2]。
- 1907年（明治40年）1月1日 - 山門郡清水村と合併し東山村を新設して廃止された[1][2]。